# Танрывердиев, Джейхун
Джейхун Танрывердиев (азерб. Ceyhun Tanrıverdiyev; 21 июня 1973) — советский и азербайджанский футболист, игравший на всех позициях в поле, в основном на позиции опорного полузащитника. Выступал за сборную Азербайджана.

## Биография
Начал выступать на взрослом уровне в 16-летнем возрасте в клубе «Кяпаз» (также носил названия «Динамо» и «Гянджа»), в его составе провёл три сезона во второй лиге СССР. После распада СССР продолжил играть за клуб из Гянджи в высшей лиге Азербайджана, становился чемпионом страны (1994/95), бронзовым призёром (1993/94, 1995/96), обладателем Кубка Азербайджана (1993/94). Принимал участие в матчах еврокубков.
Сезон 1996/97 провёл в составе бакинского «Нефтчи», с которым стал чемпионом страны. Затем несколько раз на короткие периоды приходил в армейский клуб ОИК, а также снова играл за «Кяпаз», в его составе завоевал золотые награды в сезонах 1997/98 и 1998/99, а в сезоне 1999/00 стал серебряным призёром, и дважды был обладателем Кубка страны (1997/98, 1999/00). Часть сезона 2001/02 провёл в составе «Турана» (Товуз), а в последние годы карьеры снова играл за клуб из Гянджи.
Всего в высшей лиге Азербайджана забил 48 голов.
25 мая 1993 года дебютировал в национальной сборной Азербайджана в товарищеском матче против Грузии, заменив на 20-й минуте Тарлана Ахмедова. Всего в мае-июне 1993 года сыграл 3 матча за сборную, во всех выходил на замены. Также сыграл один неофициальный матч за сборную против молодёжной сборной Казахстана.
По состоянию на 2011 год был ассистентом тренера Мирбагира Исаева в «Кяпазе». Во второй половине 2010-х годов тренировал молодёжный состав «Кяпаза».